# Sudamerican Rockers
Sudamerican Rockers è una serie televisiva cilena diretta da Jordi Bachs, basata sulla storia del gruppo rock cileno Los Prisioneros. È stata prodotto dal canale Chilevisión per commemorare il 30º anniversario della pubblicazione dell'album di debutto della band, La voz de los '80, ed è stata trasmessa a partire dal 13 agosto 2014.
Inizialmente era prevista un'unica stagione di 12 episodi, con un budget di 400000 $ per episodio. Grazie ai buoni livelli di audience ottenuti dalla serie, il 30 settembre 2014 Chilevisión confermò il completamento di una seconda stagione di 6 capitoli, la quale era già stata ufficiosamente annunciato all'inizio dello stesso mese. La seconda stagione è iniziata una settimana dopo la trasmissione del dodicesimo episodio e quindi la serie può essere considerata come composta di una sola stagione di 18 episodi.
Il titolo Sudamerican Rockers si riferisce al brano We are sudamerican rockers. Il titolo provvisorio della serie era Ya viene la fuerza, basato sul brano La voz de los 80.

## Trama
Alla fine degli anni '70 tre ragazzi del Liceo Nº 6 del comune di San Miguel, a Santiago, decidono di creare una rock band, conosciuta inizialmente come Los Vinchukas e poi come Los Prisioneros.
La prima stagione della serie copre il periodo dalla nascita del gruppo (1979) fino all'uscita del loro primo album, La voz de los '80 (1984).
La seconda stagione racconta invece gli eventi relativi alla registrazione dei loro due album successivi (Pateando piedras del 1986 e La cultura de la basura del 1987), ma anche i loro primi tour e i conflitti causati dalla fama e dalla censura subiti dalla band durante la dittatura militare.

## Produzione e polemiche
Sudamerican Rockers è stata concepita come un'espansione del film Miguel San Miguel (2012), che racconta anch'esso l'origine della band, ma dal punto di vista di Miguel Tapia. Tuttavia, a differenza del film, a cui Tapia stesso ha partecipato, la serie non contava sulla collaborazione di nessuno degli ex membri dei Los Prisioneros.
Tapia, infatti, inizialmente si rifiutò di autorizzare l'uso del nome della band, che è registrato come marchio di proprietà. Inoltre, Jorge González, dopo essere stato contattato da Chilevisión durante il suo soggiorno nel paese in occasione della sua presentazione al Festival de Viña del Mar 2013, ha rifiutato di cedere i diritti delle sue canzoni,  quindi tutti i brani sono cover eseguite dagli attori stessi. Infine, Claudio Narea ha fortemente criticato la serie anche prima della sua trasmissione, poiché, secondo lui, "quasi tutto ciò che era rappresentato era falso".
(Claudio Narea, Los Prisioneros: Biografía de una amistad (2014).)
Il produttore esecutivo Rodrigo Díaz ha risposto alle critiche sostenendo che il progetto non era un documentario, ma una "fiction" ispirata liberamente alla storia dei Los Prisioneros.
Sono state sollevate critiche anche per la somiglianza dei titoli di testa della serie con quelli della serie della HBO True Detective.

### Reunion dei Los Prisioneros
Grazie al rinnovato interesse per i Los Prisioneros che ha suscitato la serie, nel settembre 2014 Chilevisión ha offerto a Jorge González l'opportunità di incontrare il suo ex compagno di squadra Miguel Tapia in un concerto che avrebbe avuto luogo allo Stadio Nazionale, cercando di replicare lo spirito della reunion della banda nel 2001. Gonzalez, tuttavia, ha immediatamente respinto la proposta e alla fine ha escluso di suonare con gli altri membri del gruppo. Il progetto non ha preso in considerazione Claudio Narea a causa del suo conflitto personale con González e delle sue critiche alla serie.
Tapia e González alla fine si sarebbero incontrati durante il concerto in omaggio a quest'ultimo, tenutosi il 27 novembre 2015 presso la Movistar Arena di Santiago.

## Casting
Michael Silva, attore teatrale senza precedenti esperienze televisive, venne scelto per il ruolo di Jorge González attraverso un casting al quale hanno partecipato circa 400 giovani.
Gli attori Diego Boggioni (Claudio Narea) ed Eduardo Fernández (Miguel Tapia) avevano già interpretato gli stessi personaggi nel film Miguel San Miguel.
Alex Quevedo, che aveva anch'egli recitato in Miguel San Miguel, interpretando il ruolo di Roque Villagra, appare in Sudamerican Rockers nel ruolo di Arcaico Peña, un personaggio basato su Villagra.
Essendo una serie di finzione basata su eventi reali, alcuni personaggi sono immaginari o basati su persone reali ma con un nome diverso per evitare problemi legali dovuti all'immagine.

### Cast
- Michael Silva nel ruolo di Jorge González.
- Diego Boggioni nel ruolo di Claudio Narea
- Eduardo Fernández nel ruolo di Miguel Tapia
- Roberto Farías nel ruolo di Jeremías González
- Paulina Urrutia nel ruolo di Carmen Rivas
- Darío Oyarzún nel ruolo di Julio González
- Alex Quevedo nel ruolo di Arcaico Peña
- Diego Noguera nel ruolo di Feña
- Alex Zisis nel ruolo di Antonio
- Katherine Muñoz nel ruolo di Natalia Vergara
- Valentina Flores nel ruolo di Sandra Yáñez
- Juana Viale nel ruolo di Celeste
- Héctor Noguera nel ruolo di Alfredo
- Liliana García nel ruolo della madre di Celeste
- Cristián Carvajal nel ruolo di José Ríos
- Rodolfo Pulgar nel ruolo di Barrientos
- Alejandro Trejo nel ruolo di Ubilla
- Daniel Antivilo nel ruolo dell'inspector del liceo
- Natalia Reddersen nel ruolo di Lucy
- Pelusa Troncoso nel ruolo della madre di Miguel
- Rafael Ahumada nel ruolo del padre di Miguel
- Claudia Cabezas nel ruolo di Silvia Tapia
- Juan Pablo Miranda nel ruolo di Vicente Ruiz
- Mario Bustos nel ruolo di Mario Peña
- Ignacio Massa nel ruolo di Álvaro Beltrán
- Ricardo Vergara nel ruolo di Rodrigo Beltrán
- Pedro Muñoz nel ruolo di Raúl Maturana
- Juan Esteban Montoya nel ruolo di Gustavo "Papa" Fuentes
- Antonio Zisis nel ruolo di Patricio Mosso
- Nathalia Aragonese nel ruolo di Cecilia Aguayo
- Ángela Lineros nel ruolo di Evelyn
- Belén Diaz nel ruolo di Lidia
- Alicia Rodríguez nel ruolo di Rosario
- Erto Pantoja nel ruolo di Carlos
- Daniela Mateluna nel ruolo di Myriam
- Valentina Acuña nel ruolo di Priscila
- Benjamín Olguín nel ruolo di Álvaro Henríquez
- Matías Reyes nel ruolo di Roberto Titae Lindl
- Claudio Espinoza nel ruolo di Alejandro Caco Lyon
- Nicolás Pérez nel ruolo di Cristián Galaz
- Gabriela Arancibia nel ruolo di Raquel[16]
- Constanza Araya nel ruolo di Clara
- Víctor Rojas nel ruolo di don Nibaldo
- Aldo Bernales nel ruolo di papá de Claudio

## Colonna sonora
Oltre alle cover e alle versioni strumentali delle canzoni dei Los Prisioneros, la colonna sonora di Sudamerican Rockers include brani di artisti che hanno influenzato la band, come The Clash, The Beatles, Elvis Presley, The Cars, Raphael, Sandro, Camilo Sesto o Salvatore Adamo, così come gruppi dell'epoca come The Police, Falco o Yazoo.

## Riconoscimenti
- 2014 - Arts and Entertainment Critics Awards
  - Premio APES per il miglior contributo alla storia musicale del Cile[17][18]
- 2014 - Copihue de Oro
  - Nomination Miglior serie televisiva[18]